# Gymnocalycium stenopleurum
Gymnocalycium stenopleurum ist eine Pflanzenart in der Gattung Gymnocalycium aus der Familie der Kakteengewächse (Cactaceae).

## Beschreibung
Gymnocalycium stenopleurum wächst einzeln mit graugrünen, abgeflacht kugelförmigen bis kugelförmigen Trieben und erreicht bei Durchmessern von 6 bis 12 Zentimetern Wuchshöhen von bis zu 12 Zentimeter und mehr. Die acht bis 14 Rippen sind gerundet. Die nadeligen bis pfriemlichen Dornen sind hell- bis dunkelbraun und etwas verdreht. Mitteldornen fehlen in der Regel. Die drei bis sechs Randdornen sind 0,7 bis 4 Zentimeter lang.
Die weißen Blüten erreichen eine Länge von 5 bis 7 Zentimeter. Die graugrünen Früchte werden bis zu 4 Zentimeter lang und weisen einen Durchmesser von 1 Zentimeter auf.

## Verbreitung, Systematik und Gefährdung
Gymnocalycium stenopleurum ist in Paraguay und im Osten Boliviens in Höhenlagen bis 500 Metern verbreitet.
Die Erstbeschreibung erfolgte 1979 durch Friedrich Ritter. Ein nomenklatorisches Synonym ist Gymnocalycium friedrichii subsp. stenopleurum (F.Ritter) Schädlich (2016).
In der Roten Liste gefährdeter Arten der IUCN wird die Art als „Least Concern (LC)“, d. h. als nicht gefährdet geführt.

## Nachweise